# Castelul Peleș
Castelul Peleș este un palat din Sinaia, construit între anii 1873 și 1914. Construită ca reședință de vară a regilor României, clădirea se află, în prezent, în proprietatea Familiei Regale a României și adăpostește Muzeul Național Peleș.

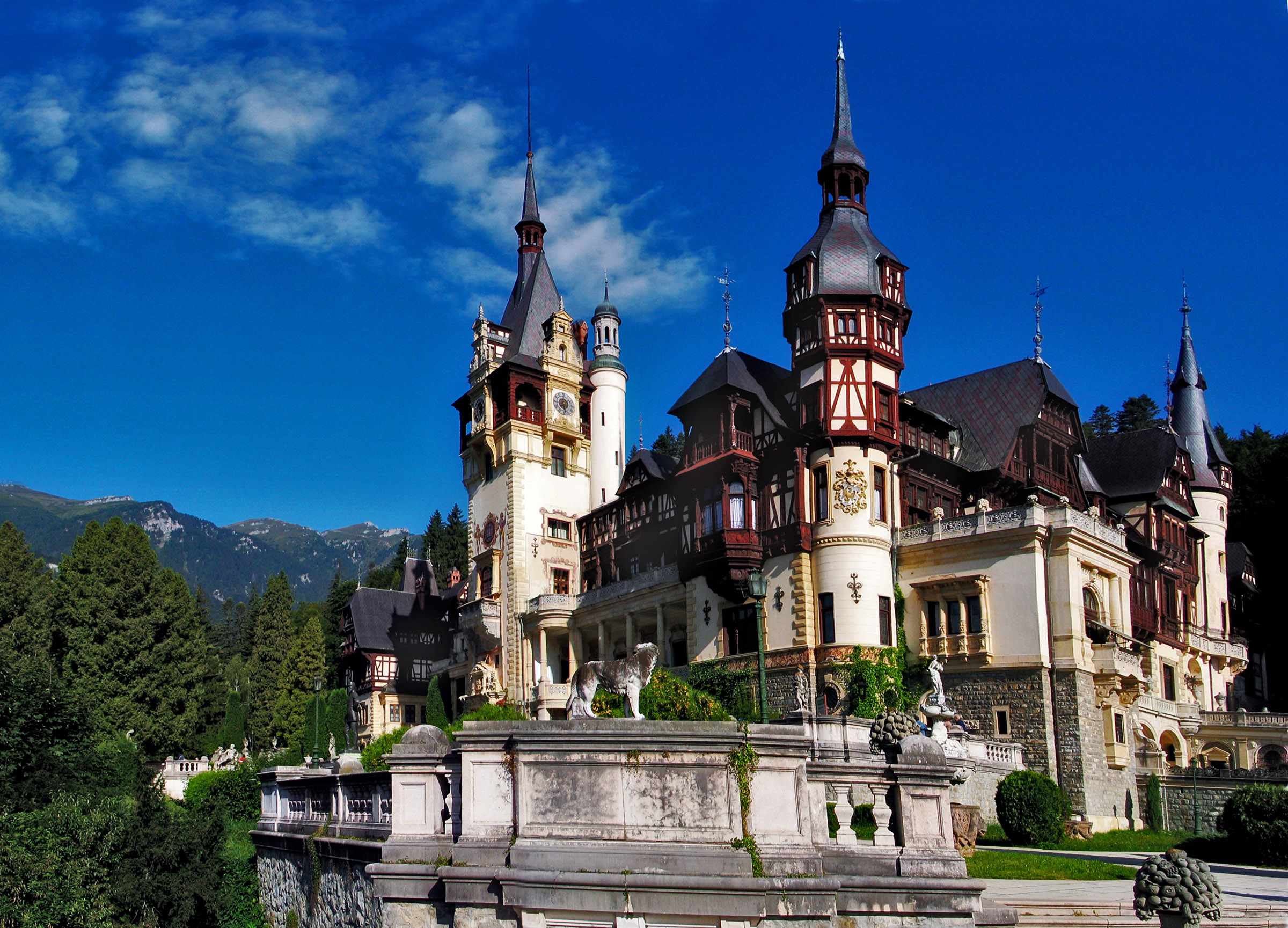
Castelul Peleș - terasa

## Localizare

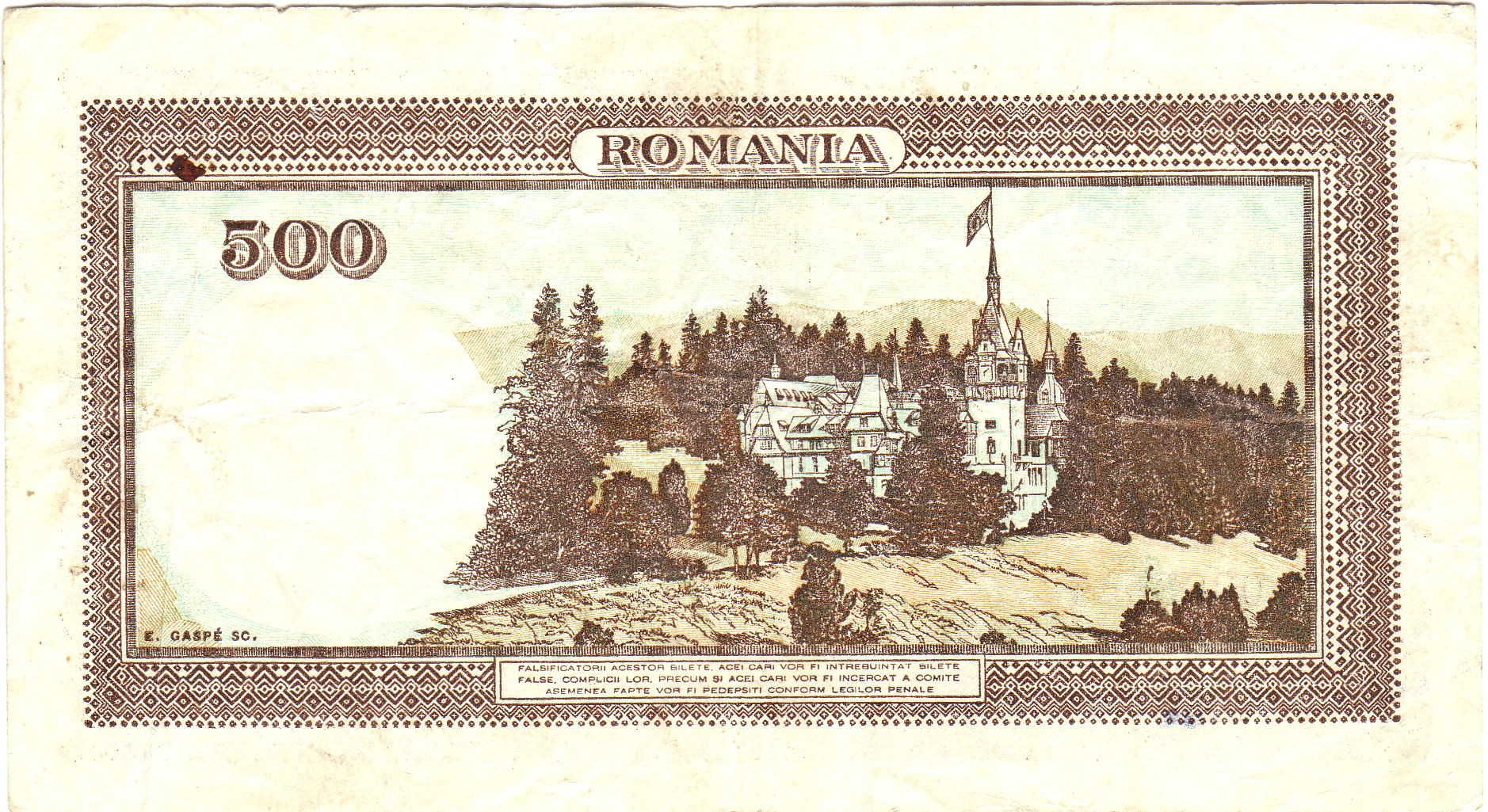
Castelul Peleș pe reversul bancnotei de 500 de lei, emise în anul 1941.

Castelul Peleș este situat în Sinaia, pe Valea Prahovei, (la 44 km de Brașov și la 122 km de București), pe drumul european E60 (DN1). Pe calea ferată există numeroase trenuri care pleacă din Ploiești sau Brașov cu destinația Sinaia.

## Descrierea generală a Domeniului Peleș și a Castelului

### Construirea castelului; istoric
Castelul Peleș din Sinaia, reședința de vară a regilor României, a fost construit la dorința regelui Carol I al României, după planurile arhitecților Johannes Schultz, Carol Benesch și Karel Liman, și a fost decorat de celebrii decoratori J. D. Heymann din Hamburg, August Bembé din Mainz și Bernhard Ludwig din Viena.  
Castelul Peleș este unul dintre cele mai importante edificii de tip istoric din România, având caracter de unicat și este, prin valoarea sa istorică și artistică, unul din cele mai importante monumente de acest fel din Europa celei de-a doua jumătăți a secolului al XIX-lea. 
Principele Carol I, ales domn al României în 1866, vizitează pentru prima dată Sinaia în luna august a acelui an, rămânând încântat de frumusețea respectivelor locuri. Pe vremea aceea, Sinaia era un mic sat de munte, numit Podul Neagului. Domnitorul hotărăște construirea unui castel într-un loc retras și pitoresc: Piatra Arsă. Câțiva ani mai târziu, în 1872, el cumpără terenul (1000 de pogoane), iar lucrările încep în 1873, sub conducerea arhitecților Johannes Schultz, Carol Benesch și Karel Liman. Mai întâi, lucrătorii au depus eforturi pentru a stăpâni elementele capricioase ale naturii, cum ar fi cursurile subterane de apă sau alunecările de teren.  
Celor 300 de muncitori care au lucrat aici le-au trebuit doi ani pentru terminarea amenajărilor; în tot acest timp, domnitorul a supravegheat personal, în detaliu, lucrările. În 1875 se pune piatra de temelie a castelului, sub care sunt îngropate câteva zeci de monede de aur de 20 de lei, primele monede românești cu chipul lui Carol I. 

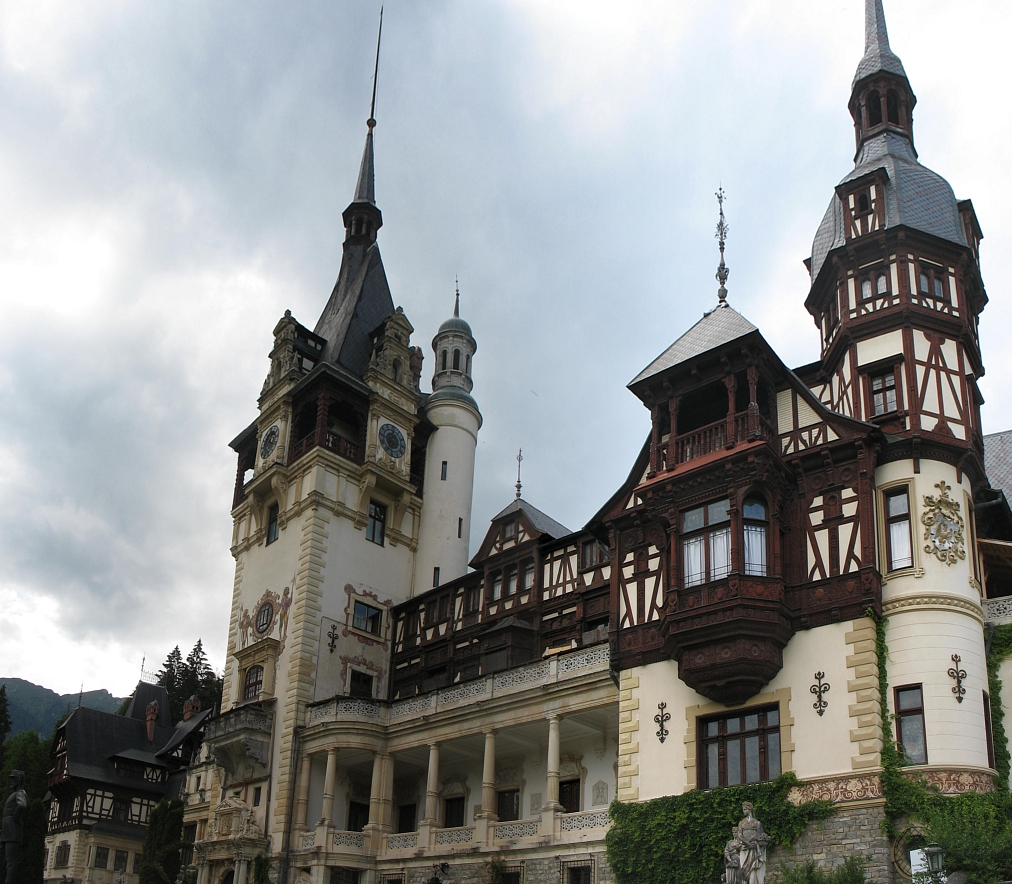
Castelul Peleș - detaliu

În 1883 are loc inaugurarea oficială a Peleșului, pe care domnitorul l-a văzut ca pe un „sediu” al noii dinastii. Iar așezarea sa pe Valea Prahovei nu era întâmplătoare. Nu departe, la Predeal, era pe vremea aceea granița României cu Austro Ungaria. Dar, ulterior, după unirea Transilvaniei cu Vechiul Regat, castelul a ajuns să fie amplasat chiar în inima țării.
Peleșul a căpătat apoi o tot mai mare importanță, devenind reședința de vară a familiei regale române, care petrecea aici destul de multă vreme, de obicei din mai până în noiembrie. Aici s-au ținut importante întruniri politice, cum au fost Consiliile de Coroană din 1914 (când s-a hotărât neutralitatea României din primul război mondial, care tocmai începuse) și 1925.
Castelul a găzduit multe personalități ale vremii, scriitori, muzicieni, dar și regi și regine. Cea mai importantă vizită a fost aceea a bătrânului împărat al Austro-Ungariei, Franz Joseph, în 1896. Acesta a făcut o mulțime de fotografii cu acel prilej, fiind impresionat de frumusețea și bogăția castelului. În 1906 se aștepta o nouă vizită a împăratului, cu ocazia sărbătoririi a 40 de ani de domnie a regelui Carol I. Cu acest prilej a fost amenajat la castel apartamentul imperial, însă vizita lui Franz Joseph nu a mai avut loc. 
Un calcul sumar arată că între 1875 și 1914 s-au cheltuit la Peleș peste 16 milioane de lei-aur.

### Componența Domeniului Peleș și încăperile castelului
Chiar după inaugurarea sa din 1883, Peleșul a mai suferit modificări, extinzându-se mereu. La forma actuală s-a ajuns abia în 1914 (anul morții regelui Carol I). Castelul are 160 de camere și mai multe intrări și scări interioare. Turnul central măsoară nu mai puțin de 66 de metri înălțime. Pe lângă Peleșul propriu-zis, în zonă au mai fost înălțate încă două construcții mai mici, Pelișorul și Foișorul. 
Peleșul are și o sală de teatru, cu o mică scenă și 60 de locuri, plus loja regală. Castelul avea dotări foarte moderne pentru epoca în care a fost construit. De exemplu, plafonul de sticlă al holului de onoare este mobil, putând fi acționat de un motor electric. Încă din 1883, castelul are încălzire centrală.  
Pe lângă castel au fost construite Pelișorul, Corpul de Gardă, Economatul, Casa de Vânătoare Foișor, Grajdurile, Uzina Electrică și Vila Șipot. Până la terminarea castelului (1883), Regele Carol I și Regina Elisabeta, au locuit la casa de vânătoare, terminată înaintea castelului. Datorită uzinei electrice proprii, Peleșul a fost primul castel complet electrificat din Europa. 
Peleșul a avut o importanță deosebită pentru istoria țării noastre. Aici s-a născut, în 1893, viitorul rege Carol al II-lea (1930 - 1940), primul rege al dinastiei născut pe pământ românesc și primul botezat în religia ortodoxă. În 1921, la Foișor, s-a născut fiul său, regele Mihai I. În 1921, are loc la Peleș, nunta principesei Ileana, una dintre surorile lui Carol al II-lea, la care participă o mulțime de personalități ale vremii, inclusiv  Nicolae Iorga. Doi ani mai târziu au loc serbările semicentenarului castelului Peleș (50 de ani de la începerea lucrărilor).

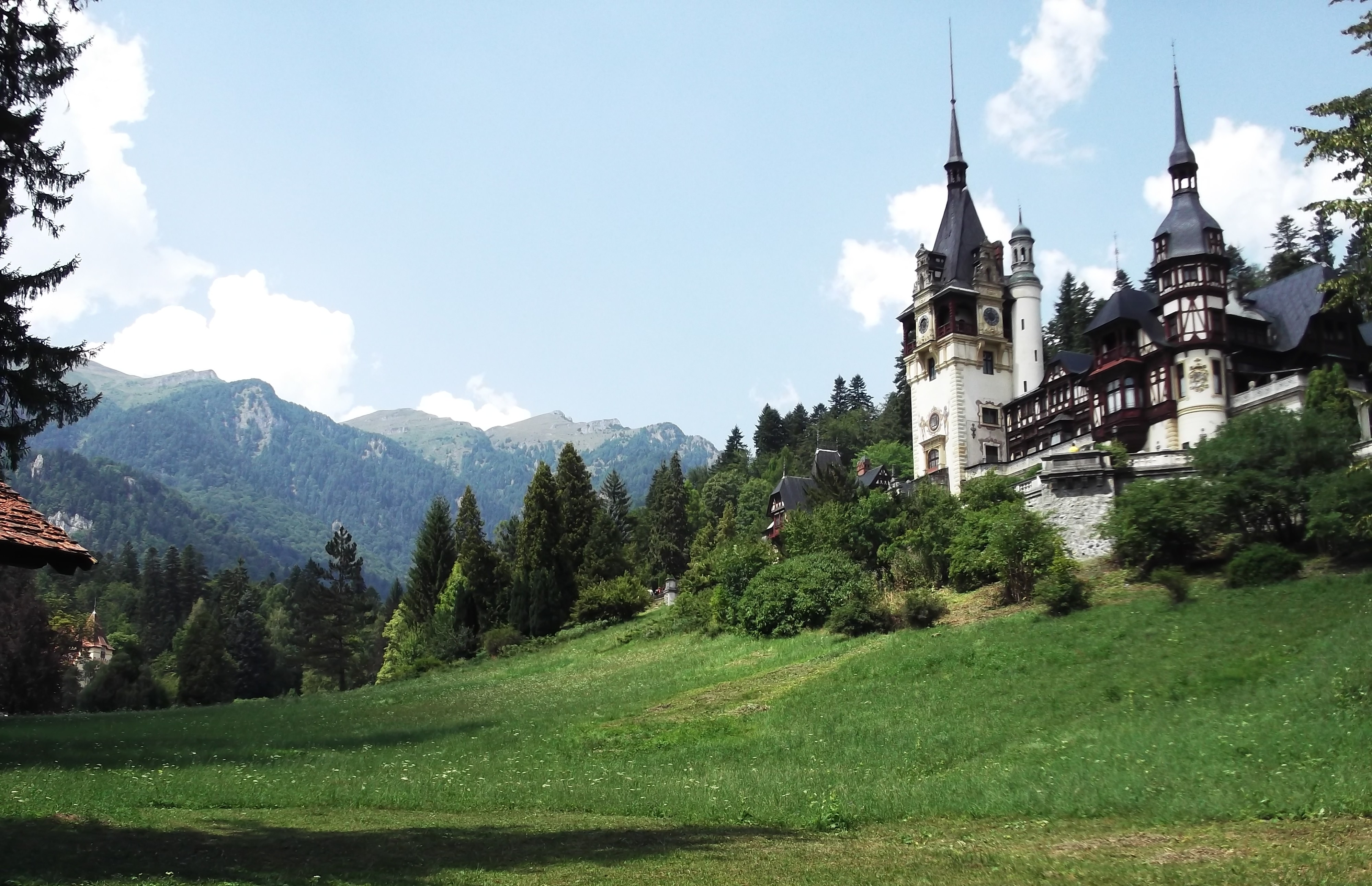
Castelul Peleș în 2012

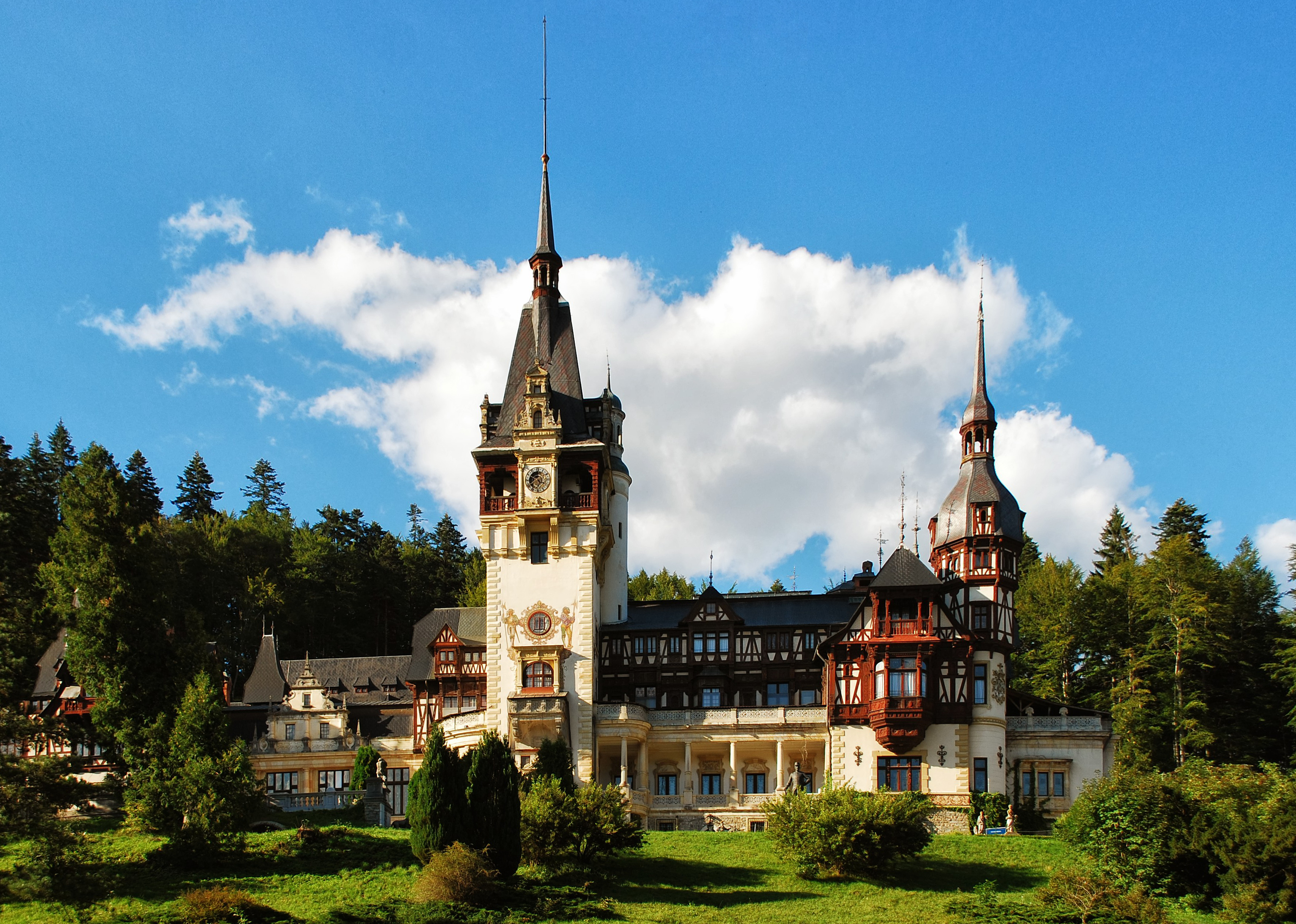
Castelul Peleș în 2013

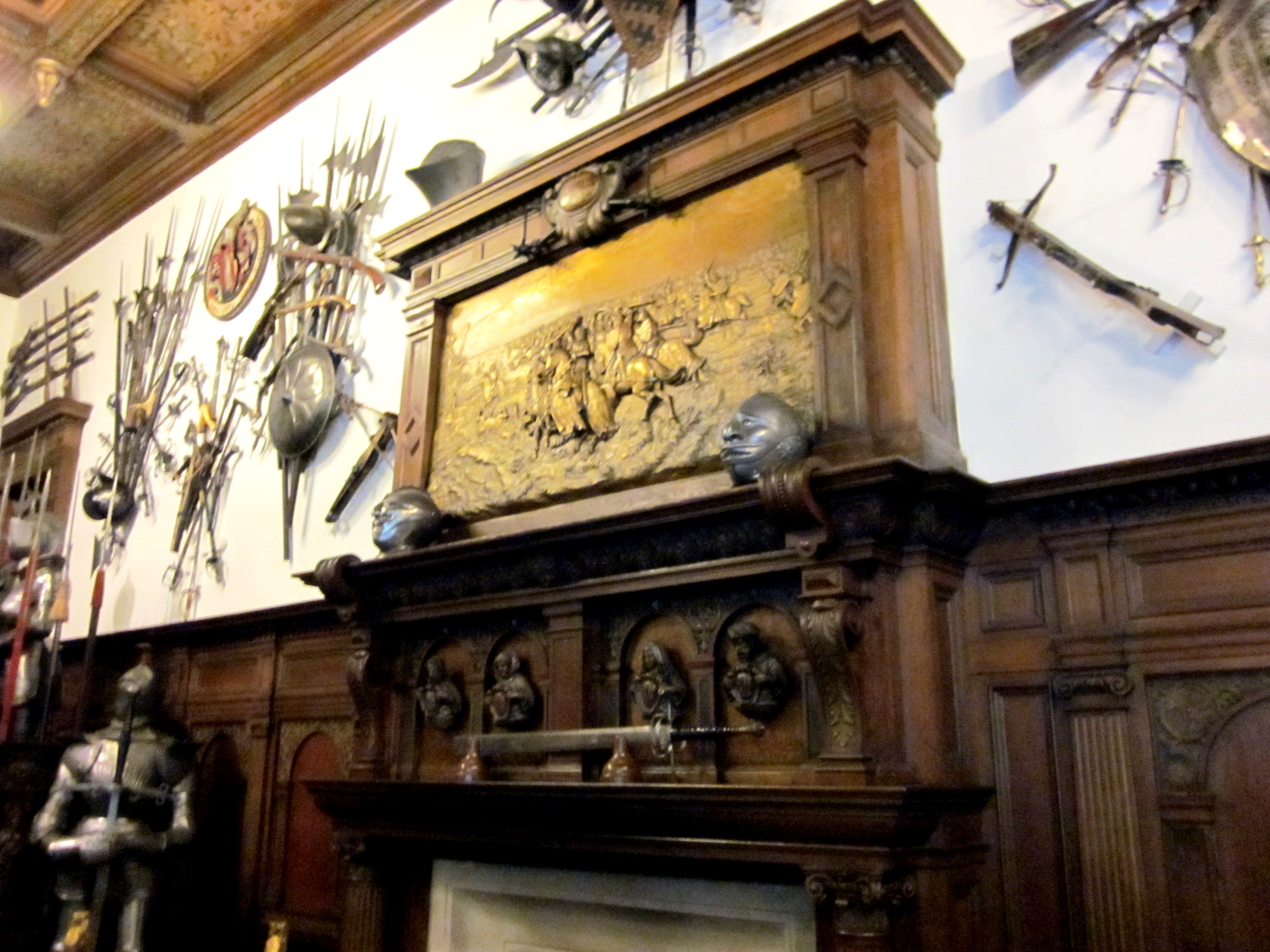
Sala de arme

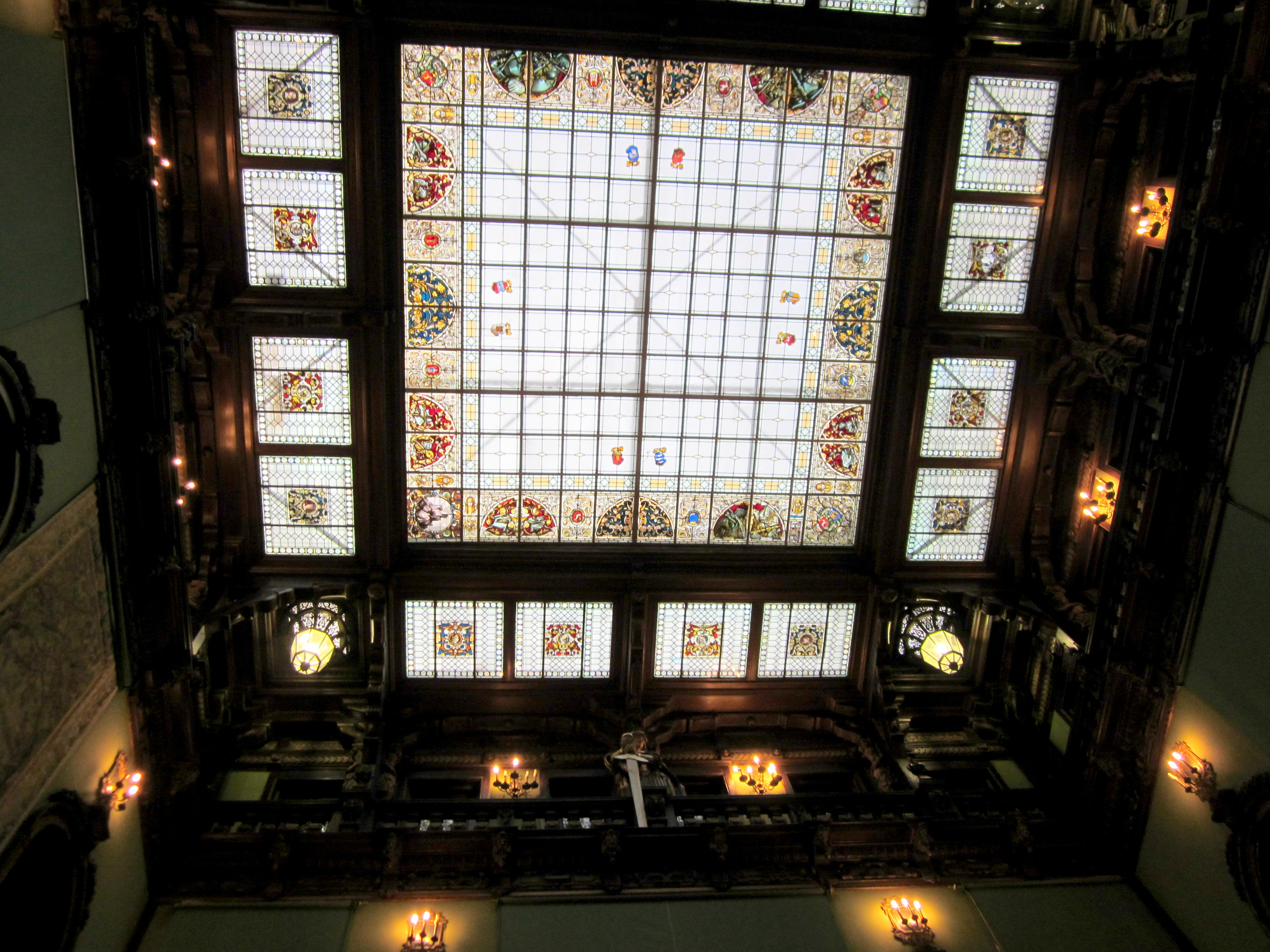
Tavan vitrat

În Castelul Peleș, cele mai importante săli care pot fi vizitate sunt:
- Holul de Onoare este grandios, cu lambriuri din lemn de nuc, tapetate cu basoreliefuri și statuete. Plafonul mobil din sticlă, acționat cu ajutorul unui motor electric sau printr-un sistem manual, era un element de surpriză pentru vizitatorii regelui, care puteau să admire seninul cerului în nopțile de vară. A fost finalizat complet abia în 1911, sub îndrumarea lui Karel Liman.

- Biblioteca regală îi atrage în special pe cei pasionați de cărți rare, având coperți din piele și gravate cu litere de aur. Chiar și pentru cei mai putin familiarizați cu universul cărților, există un punct de atracție: ușa secretă, o cale de acces în spatele unui raft cu cărți, prin care regele se putea refugia în diverse încăperi ale Castelului.

- Sălile de arme, amenajate în perioada anilor 1903 - 1906, adăpostesc peste 4.000 de piese europene și orientale din secolele XIV - XVII. Cele mai prețioase sunt considerate armurile germane din secolele XVI - XVII și o armură completă pentru cal și cavaler, unică în România.

- Sala de muzică a devenit salon de serate muzicale la dorința reginei Elisabeta. Mobilierul de aici a fost primit în dar de la maharajahul de Kapurthala.

- Sala Florentină, denumită și Marele Salon, impresionează prin plafonul sculptat în lemn de tei, aurit, cele două mari candelabre și decorațiunile în stilul neorenașterii italiene.

- Sala Maură este opera arhitectului Charles Lecompte du Nouy, având elemente hispano-maure, cu o fântână din marmură de Carrara, copie după o piesă din Cairo.

- Sala de teatru are 60 de locuri și loja regală, fiind decorată în stilul Ludovic al XIV-lea.

- Sala de Concerte, amenajată în 1906, se află la etajul I. Instrumentele muzicale prezente aici sunt un clavecin executat la Anvers în 1621, un pian cu coadă verticală Blüthner și o orgă Rieger cu două claviaturi.

- Apartamentul Imperial a fost amenajat tot în 1906 cu ocazia vizitei (care n-a mai avut loc) a împăratului Austro-Ungariei, Franz Josef I, invitat la aniversarea a 40 de ani de domnie ai regelui Carol I.

Alte săli sunt: 
- Sala de Consilii, care seamănă cu una dintre sălile Primăriei din Lucerna, Elveția.

- Cabinetul de lucru unde se află un birou impunător și un pupitru pentru audiențe.

- Sufrageria, unde sunt expuse piese de argint de o mare valoare, este situată la etajul 1 și are un mobilier rustic breton din secolul al XVIII-lea.

- Salonul Turcesc care adăpostește o colecție de vase turcești și persane în alamă.

- Dormitorul regal care este luminat de un candelabru din cristal de Boemia.

Vitraliile Castelului Peleș au fost cumpărate și montate între 1883 și 1914, cele mai multe fiind aduse din Elveția și Germania, piese datând din secolele XV și XVII. 
De jur împrejurul său, Castelul are șapte terase decorate cu statui din piatră, fântâni și vase ornamentale din marmură de Carrara.
După Castelul Bran, Peleșul este considerat al doilea muzeu din țară căutat de turiști. Numai în anul 2006 i-au trecut pragul peste 250.000 de vizitatori din țară dar și din SUA, Australia, Japonia și Noua Zeelandă. În primele șase luni din 2010, 80.000 de turiști au vizitat castelul Peleș.
Importanța Castelului este dată și de măsurile de securitate existente: pază militară, supraveghetori și camere video.
De curând când a fost deschis publicului un tur extins care cuprinde atât etajul I, cât și mansardele I și II. Așa încât rămâne un singur etaj (de altfel și ultimul) nedeschis publicului, etaj care servește drept loc pentru depozitarea diferitelor obiecte, tablouri etc. Ghidajul este disponibil în cinci limbi străine. În luna noiembrie a fiecărui an, Castelul Peleș este închis pentru curățenie generală. 
În 2009, Castelul a fost prezentat în filmul The Brothers Bloom. Exteriorul castelului este folosit pentru a reprezenta o proprietate din New Jersey, casa unei miliardare excentrice interpretată de Rachel Weisz. 

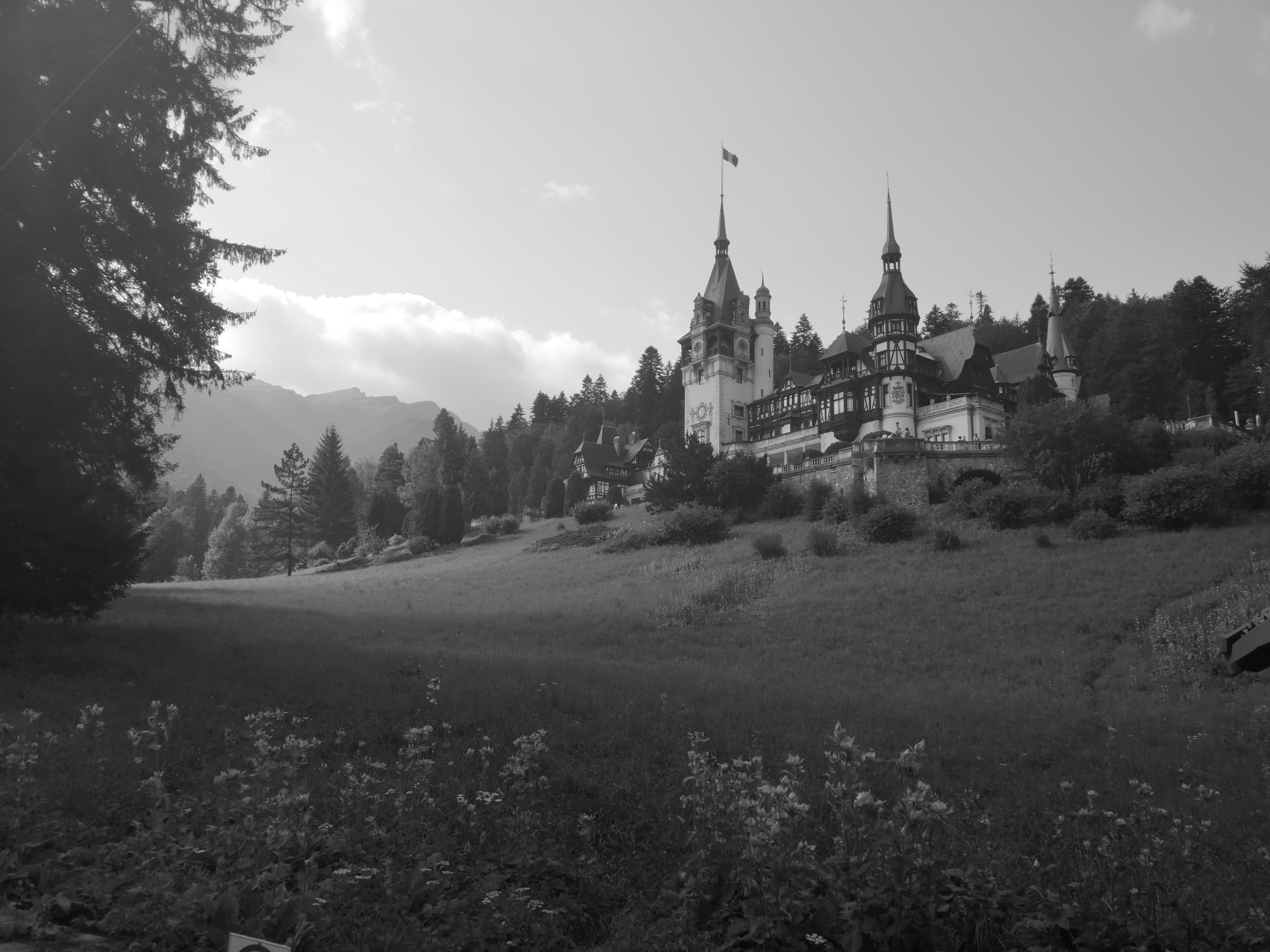
Castelul Peles fotografiat cu un senzor monocromatic - 2018

Castelul a fost prezentat și în filmul original Netflix A Christmas Prince, precum și în cele două continuări ale sale, A Christmas Prince: The Royal Wedding și A Christmas Prince: The Royal Baby. A fost prezentat și în filmul Hallmark Channel din 2011 A Princess for Christmas, și în Royal Matchmaker din 2018. 

## Castelul Peleș în perioada comunistă
Castelul a rămas reședință a familiei regale până în 1948, când a fost confiscat de regimul comunist. În 1953 Peleșul a devenit muzeu, dar trebuie spus că el putea fi vizitat, încă de pe vremea regelui Carol I. 
În ultimii ani ai regimului comunist, între 1975-1989, Nicolae Ceaușescu a ordonat închiderea domeniului pentru public. Singurele persoane acceptate în acest domeniu au fost cele de întreținere, militare și personalul de pază. Întreaga zonă a fost declarată o zonă de interes protocolar.
Regimul comunist a propagat ideea că Domeniul Regal Peleș ar fi fost parte a Domeniului Coroanei, și astfel în proprietatea României. Adevărul istoric este că, atât Castelul Peleș cât și reședințele Pelișor și Foișor, au fost construite din banii personali ai Regelui Carol I, care a vândut o moșie din Germania pentru a putea plăti costurile terenului și a ridicării edificiului. Regele a evitat să folosească bani din lista civilă, astfel că domeniul nu a făcut niciodată parte din Domeniile Coroanei, care erau proprietăți ale statului doar puse la dispoziția suveranului. După moartea Regelui Carol I, domeniul a trecut în proprietatea Regelui Ferdinand I și a succesorului dinastic al acestuia, Regele Mihai I. Regele Carol al II-lea nu a avut niciodată domeniul de la Sinaia în proprietate și astfel nepotul lui din căsătoria morganatică cu Ioana Zizi Lambrino nu are nici un drept de proprietate.
Nicolae Ceaușescu a vizitat castelul destul de rar. O poveste care circula în anii 1980 spunea că soții Ceaușescu ar fi dorit să-și stabilească o reședință de protocol la Peleș.
Cunoscându-se faptul că aceștia aveau mania de a ordona tot felul de demolări și schimbări, muzeografii i-au speriat spunându-le că în interiorul Castelului este o ciupercă ce atacă elementele din lemn și este foarte dăunătoare omului. În fapt, adevărul este că o ciupercă atacase grinzile clădirii din cauza umezelii și a neaerisirii. Din acest motiv au demarat lucrările de restaurare, fiind înlocuită structura de rezistență din holul de onoare și din sufrageria de la parter. Prudenți, soții Ceaușescu au petrecut o singură noapte la Castel, dormind în Foișor.

## Castelul Peleș în prezent, utilizat de Familia Regală

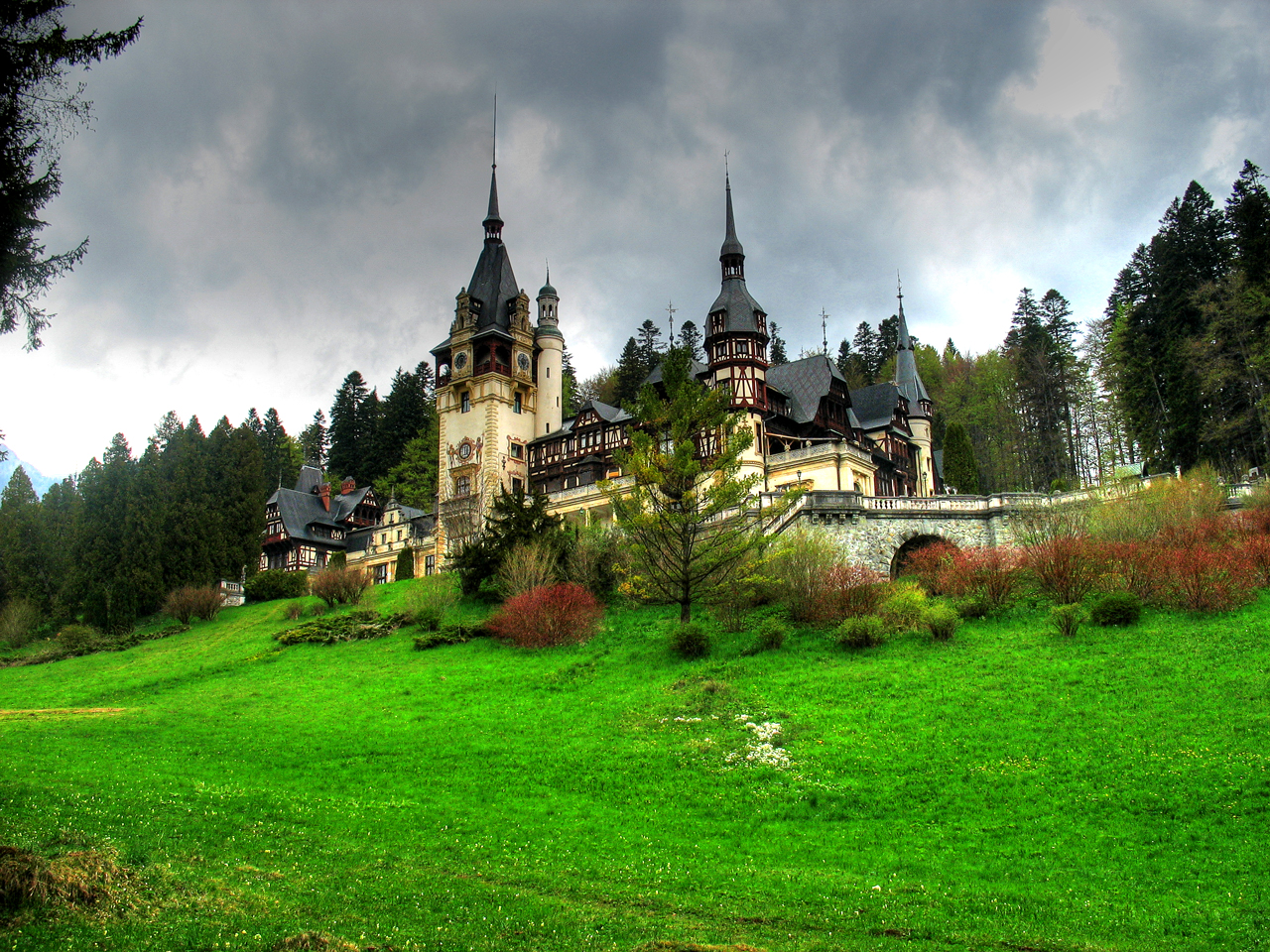
Castelul Peleș în anul 2007

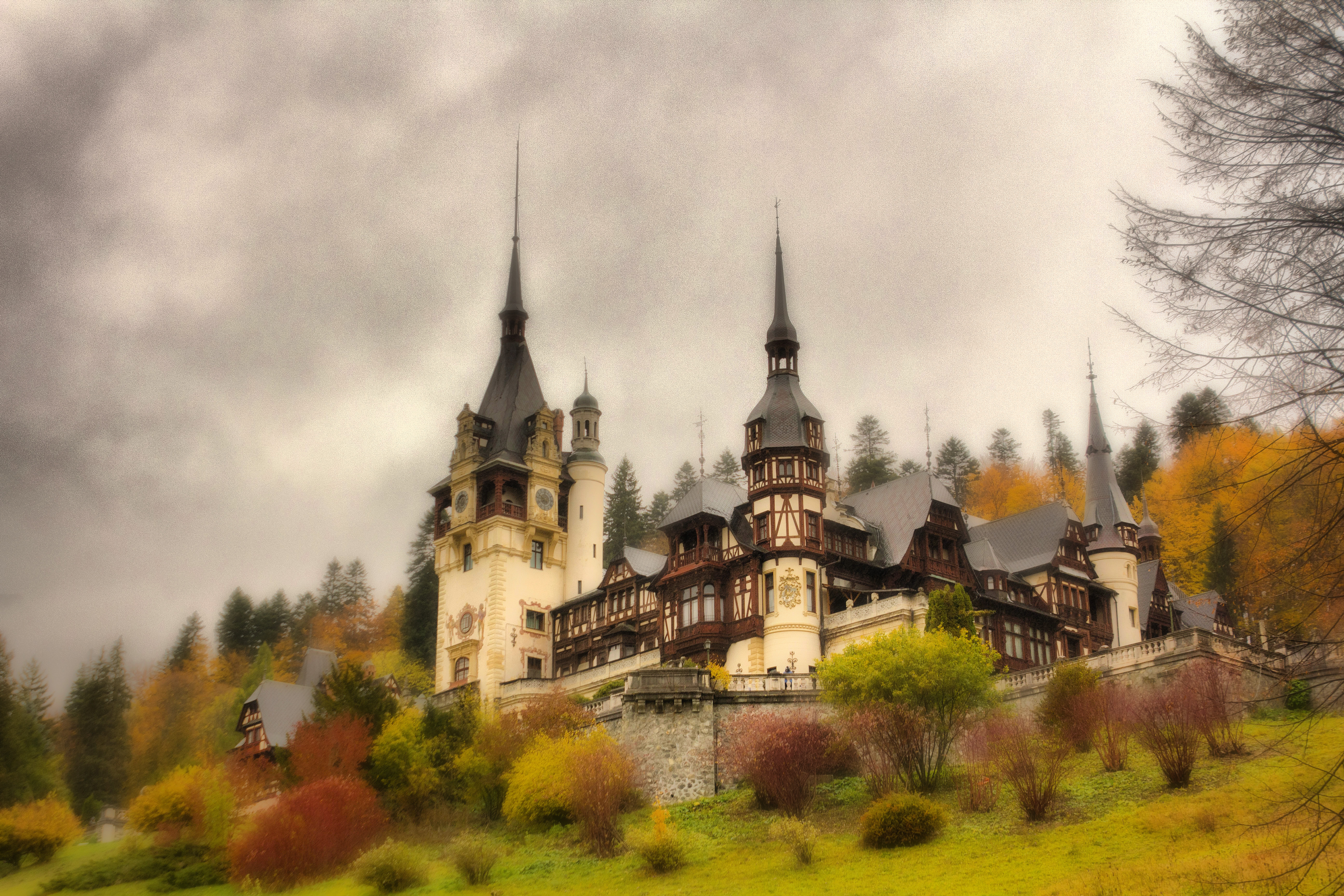
Castelul Peleș în anul 2012

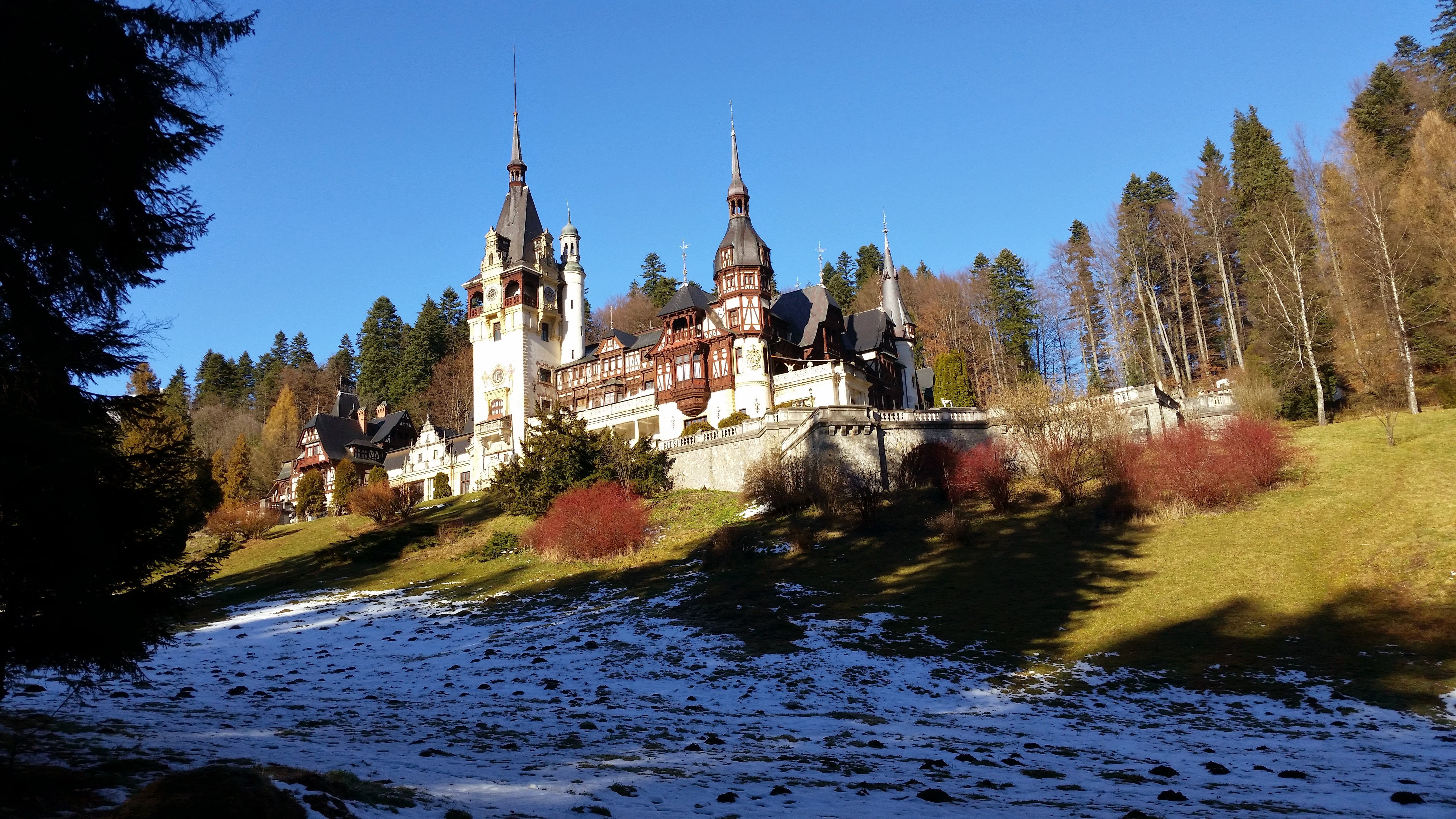
Castelul Peleș în anul 2014

Aflat în proprietatea privată a Familiei Regale a României încă de la început, Castelul Peleș a fost repede naționalizat după lovitura de stat comunistă de la 30 decembrie 1947 care a dus la abdicarea forțată a Regelui Mihai și la exilul său forțat care a durat 50 de ani.
După Revoluția din decembrie 1989, Castelul Peleș și Pelișorul au fost reintegrate în circuitul turistic. Începând cu anul 1990, și Pelișorul este deschis publicului spre vizitare.
În 2006, guvernul român a anunțat  retrocedarea castelului Regelui Mihai I al României. După revenirea definitivă a Regelui și a familiei sale în țară, petrecută în 1997, castelul a fost retrocedat proprietarilor de drept după un lung proces. Retrocedarea efectivă s-a realizat la data de 20 februarie 2007 . Totuși, Regele a exprimat dorința sa ca palatul să continue să adăpostească Muzeul Național Peleș, un muzeu de stat, fiind folosit ocazional pentru evenimentele importante, cu semnificație națională, pe care le organizează Familia Regală.
Contrar zvonurilor, după retrocedare castelul nu a fost vândut statului român pentru suma de 30 de milioane de euro.
Pe 10 Mai 2016, cu ocazia Zilei Naționale a Independenței României care marchează și 150 de ani de existență a Dinastiei Române, stindardul personal al Alteței Sale Regale Principesa Moștenitoare Margareta a României a fluturat pe cel mai înalt catarg al castelului, pentru prima dată de la izgonirea Regelui în 1947.